# Herald Sun
Herald Sun es un periódico australiano con sede en Melbourne. Es publicado por The Herald and Weekly Times Ltd, una división de News Corp Australia. Está disponible en los estados de Victoria y Tasmania, el Territorio de la Capital Australiana y partes de los estados de Australia del Sur y Nueva Gales del Sur. 
Herald Sun es el periódico de mayor circulación en Australia, con una circulación semanal de 515.000 y un número de lectores de 1'500.000. Su edición dominical se llama Sunday Herald Sun.

## Historia

### The Herald
The Herald fue fundado el 3 de enero de 1840 por George Cavenagh como el Port Phillip Herald. En 1849, se convirtió en The Melbourne Morning Herald. A comienzos de 1855, se convirtió en The Melbourne Herald antes de decidirse por The Herald desde el 8 de septiembre de 1855, nombre que detentaría durante los siguientes 135 años. Desde 1869, era un periódico vespertino. 
En 1986, la edición del sábado del The Herald (The Weekend Herald) fue cerrada. Dicha edición había adoptado un formato de tabloide, con el fin de distinguirlo del formato grande de las ediciones de lunes a viernes.

### The Sun News-Pictorial
The Sun News-Pictorial se fundó el 11 de septiembre de 1922 y fue comprado por The Herald and Weekly Times en 1925.

### Herald Sun
Debido a la baja circulación de The Herald (menos de 200.000 ejemplares en 1990) y con la única opción alternativa de cerrar The Herald, The Herald and Weekly Times decidió fusionar The Herald y The Sun News-Pictorial. A consecuencia de esta decisión, The Herald se publicó por última vez como un periódico separado el 5 de octubre de 1990. Al día siguiente, The Sun News-Pictorial publicó su última edición. Las ediciones dominicales de los dos periódicos, The Sunday Herald y The Sunday Sun, también se fusionaron para formar el Sunday Herald Sun. El periódico resultante tenía el tamaño y el estilo de The Sun News-Pictorial.
Después de un declive progresivo en la circulación, la edición de la tarde fue cancelada, con la última edición publicada el 21 de diciembre de 2001.